# Vogelschutzgebiet Wahner Heide
Vogelschutzgebiet Wahner Heide este o arie protejată (arie de protecție specială avifaunistică — SPA) din Germania întinsă pe o suprafață de 3.039,35 ha, integral pe uscat.

## Localizare
Centrul sitului Vogelschutzgebiet Wahner Heide este situat la coordonatele 50°51′41″N 7°10′46″E / 50.8614°N 7.1794°E.

## Înființare
Situl Vogelschutzgebiet Wahner Heide a fost declarat arie de protecție specială avifaunistică în octombrie 2000 pentru a proteja 24 de specii de animale.

## Biodiversitate
Situată în ecoregiunea atlantică, aria protejată nu include niciun habitat protejat.
La baza desemnării sitului se află mai multe specii protejate de  păsări (24): pescăruș albastru (Alcedo atthis), fâsă de luncă (Anthus pratensis), caprimulg (Caprimulgus europaeus), Charadrius dubius curonicus, erete vânăt (Circus cyaneus), ciocănitoarea de stejar (Dendrocopos medius), ciocănitoare neagră (Dryocopus martius), Falco peregrinus peregrinus, șoimul rândunelelor (Falco subbuteo), becațină comună (Gallinago gallinago), Grus grus grus, capîntortură (Jynx torquilla), sfrâncioc roșiatic (Lanius collurio), sfrâncioc mare (Lanius excubitor excubitor), ciocârlie de pădure (Lullula arborea), privighetoare (Luscinia megarhynchos), gaia roșie (Milvus milvus), grangur (Oriolus oriolus), viespar (Pernis apivorus), codroșul de pădure (Phoenicurus phoenicurus), ciocănitoare verzuie (Picus canus), Rallus aquaticus aquaticus, mărăcinar negru (Saxicola torquatus), Tachybaptus ruficollis ruficollis